# Anne Friedberg
Pour les articles homonymes, voir Friedberg.
Anne Friedberg (1952-2009) est une historienne et théoricienne de la culture médiatique moderne américaine, professeure d'études cinématographiques à l'université de Californie du Sud. Elle est connue pour son ouvrage The Virtual Window.

## Biographie
Anne Friedberg obtient son diplôme au Beloit College et poursuit ses études à la New York University où elle soutient une thèse de doctorat en études cinématographiques intitulée Writing About Cinema: Close-up 1927-1933, sous la direction de Jay Leyda, en 1983, dans laquelle elle étudie le magazine Close Up (en), premier magazine consacré au cinéma vu comme un art. 
Elle enseigne à la faculté d'études cinématographiques et médiatiques de l'université de Californie à Irvine. En 2003, elle a rejoint l'université de Californie du Sud. En 2009, elle a été nommée Academy Scholar par l'Academy of Motion Picture Arts and Sciences. 
Elle est mariée avec le scénariste et universitaire Howard A. Rodman.
Elle est présidente élue de la Society for Cinema and Media Studies (en) pour 2009-2011. La bourse Anne Friedberg Innovative Scholarship Award est décernée annuellement par la Society for Cinema and Media Studies, elle distingue un projet ou livre en lien avec le cinéma et les médias.
Elle meurt à Los Angeles le 9 octobre 2009.

## The Virtual Window
Son travail scientifique et théorique le plus connu est The Virtual Window: From Alberti to Microsoft,,,. Elle y analyse certains tropes linguistiques de la représentation visuelle, en s'appuyant sur des textes philosophiques et théoriques de l'historien de l'art Erwin Panofsky, du poststructuraliste Derrida et elle suggère que les formes de représentation d'images statiques, en mouvement et de modélisation par ordinateur représentent des systèmes significativement différents susceptibles d'une analyse rigoureuse.

## Publications
- (en) « Les Flâneurs du Mal (l): Cinema and the Postmodern Condition », PMLA, vol. 106, no 3,‎ 1991 (JSTOR 462776)
- Window Shopping: Cinema and the Postmodern, University of California Press, 1993, 287 p.  (ISBN 9780520089242)
- Close-Up 1927-1933: Cinema and Modernism, avec James Donald et Laura Marcus, Princeton University Press, 1998  (ISBN 0304335215)
- « Televisual Space »: numéro spécial du Journal of Visual Culture, co-édité avec Raiford Guins, 2004
- The Virtual Window: From Alberti to Microsoft, MIT Press, 2006, 448 p.  (ISBN 0-262-06252-6)